# Azureothecium australiense
Azureothecium australiense är en svampart som beskrevs av Matsush. 1989. Azureothecium australiense ingår i släktet Azureothecium, klassen Eurotiomycetes, divisionen sporsäcksvampar och riket svampar.   Inga underarter finns listade i Catalogue of Life.